# Leucocoryne ixioides
Leucocoryne ixioides är en amaryllisväxtart som först beskrevs av John Sims, och fick sitt nu gällande namn av John Lindley. Leucocoryne ixioides ingår i släktet Leucocoryne och familjen amaryllisväxter. Inga underarter finns listade i Catalogue of Life.

## Bildgalleri

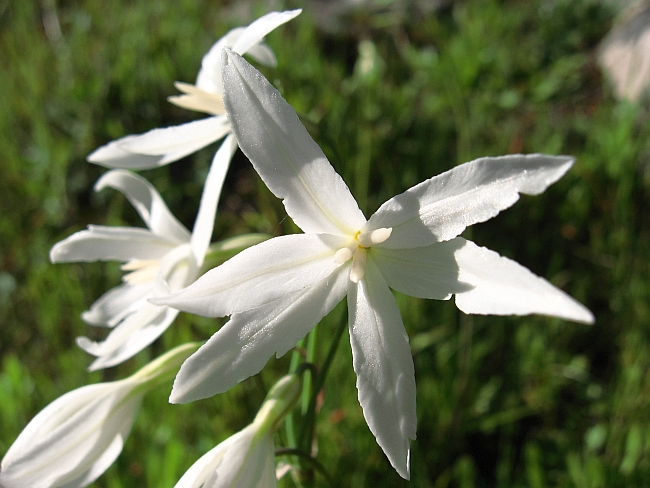